# Пјеве ди Маребе
Пјеве ди Маребе (итал. Pieve di Marebbe) је насеље у Италији у округу Болцано, региону Трентино-Јужни Тирол.
Према процени из 2011. у насељу је живело 123 становника. Насеље се налази на надморској висини од 1274 м.

## Становништво
Према резултатима пописа становништва 2011. у општини је живело 2.907 становника.
| 1931. | 1936. | 1951. | 1961. | 1971. | 1981. | 1991. | 2001. | 2011. |
| ----- | ----- | ----- | ----- | ----- | ----- | ----- | ----- | ----- |
| 2.021 | 2.078 | 2.147 | 2.269 | 2.377 | 2.413 | 2.574 | 2.682 | 2.907 |